# Stoby
Stoby is een plaats in de gemeente Hässleholm in Skåne de zuidelijkste provincie van Zweden. De plaats heeft 736 inwoners (2005) en een oppervlakte van 69 hectare.

## Verkeer en vervoer
Bij de plaats lopen de Riksväg 21, Riksväg 23 en Länsväg 119.